# Vincent Macaigne
Vincent Macaigne, född 19 oktober 1978 i Paris, är en fransk skådespelare, dramatiker och regissör.

## Roller i urval
- 2016 – Agnus Dei
- 2017 – C'est la vie!
- 2019 – Familjefesten
- 2022 – Irma Vep (TV-serie) (8 avsnitt)
- 2023 – Bonnard – Konst och kärlek
- 2023 – Konstbluffen
- 2024 – Uppskjuten tid
- 2025 – Colours of Time